# حاجی‌آباد (چشمه زیارت، دو)
حاجی‌آباد یا موتور حاجی عبدل قنبرزهی روستایی در دهستان چشمه زیارت بخش مرکزی شهرستان زاهدان استان سیستان و بلوچستان ایران است.

## جمعیت
بر پایه سرشماری عمومی نفوس و مسکن در سال ۱۳۹۵ جمعیت این روستا ۴۰ نفر (۱۳خانوار) بوده‌است.